# بخش‌آباد (دامغان)
بخش‌آباد روستایی در دهستان قهاب صرصر بخش امیرآباد شهرستان دامغان استان سمنان ایران است.

## جمعیت
بر پایه سرشماری عمومی نفوس و مسکن در سال ۱۳۹۵ جمعیت این مکان ۷۵ نفر (۳۳خانوار) بوده‌است.